# Rostisław Wargaszkin
Rostisław Jewgienjewicz Wargaszkin (ros. Ростислав Евгеньевич Варгашкин, ur. 2 czerwca 1933 w Ułan Bator) – radziecki kolarz torowy, brązowy medalista olimpijski.

## Kariera
Największy sukces w karierze Rostisław Wargaszkin osiągnął w 1960 roku, kiedy zdobył brązowy medal w wyścigu na 1 km podczas igrzysk olimpijskich w Rzymie. W zawodach tych wyprzedzili go jedynie Włoch Sante Gaiardoni oraz Niemiec Dieter Gieseler. Był to jedyny medal wywalczony przez Wargaszkina na międzynarodowej imprezie tej rangi. Wargaszkin wystartował także na rozgrywanych cztery lata wcześniej igrzyskach w Melbourne, gdzie w parze z Władimirem Leonowem zajął dziewiąte miejsce w wyścigu tandemów. Nigdy nie zdobył medalu na torowych mistrzostwach świata. W latach 1953, 1954, 1955 i 1957 był mistrzem ZSRR w sprincie i wyścigu na 1 km. Trener reprezentacji ZSRR w latach 1966-1978. Zasłużony Mistrz Sportu.